# Лопатинский сельсовет (Пензенская область)
Лопатинский сельсовет — сельское поселение в Лопатинском районе Пензенской области Российской Федерации.
Административный центр — село Лопатино.

## История
Статус и границы сельского поселения установлены Законом Пензенской области от 2 ноября 2004 года № 690-ЗПО «О границах муниципальных образований Пензенской области».

## Население
| 2002  | 2010  | 2012  | 2013  | 2014  | 2015  | 2016  |
| ----- | ----- | ----- | ----- | ----- | ----- | ----- |
| 5237  | ↘5192 | ↗5498 | ↘5435 | ↘5400 | ↘5376 | ↘5324 |
| 2017  | 2018  | 2021  |       |       |       |       |
| ↘5193 | ↘5154 | ↘4690 |       |       |       |       |

## Состав сельского поселения
| №  | Населённый пункт  | Тип населённого пункта       | Население |
| -- | ----------------- | ---------------------------- | --------- |
| 1  | Большая Багреевка | деревня                      | ↘11       |
| 2  | Борец             | посёлок                      | ↘150      |
| 3  | Буденновка        | село                         | ↘109      |
| 4  | Владимирский      | посёлок                      | ↘243      |
| 5  | Генеральщино      | село                         | ↘348      |
| 6  | Дым-Чардым        | село                         | ↗22       |
| 7  | Елшанка           | село                         | ↗113      |
| 8  | Лопатино          | село, административный центр | ↘3820     |
| 9  | Маяк              | посёлок                      | ↗34       |
| 10 | Николаевка        | село                         | →155      |